# Sam Coffey
Samantha Grace Coffey (Nueva York; 31 de diciembre de 1998) es una futbolista estadounidense. Juega como centrocampista en el Portland Thorns FC de la National Women's Soccer League de Estados Unidos. Es internacional con la selección de Estados Unidos.

## Trayectoria
En 2021, Coffey fue seleccionada en el Draft de la NWSL por el Portland Thorns FC. Sin embargo, decidió jugar un año más de fútbol universitario con el Penn State. En enero de 2022, firmó un contrato de dos años con el Thorns. Dos meses después, estrenó su nueva camiseta en la NWSL Challenge Cup 2022 jugando el partido completo en un empate 1-1 contra el OL Reign. En la NWSL debutó en abril del mismo año, cuando su equipo goleó 3-0 al Kansas City Current.

## Selección nacional

### Categorías menores
Coffey jugó en la selección estadounidense en las categorías sub-18, sub-19 y sub-20. Con la sub-18 participó en dos torneos internacionales y con la sub-20 disputó el Campeonato Sub-20 de la Concacaf 2018, celebrado en Trinidad y Tobago. El equipo terminó como subcampeón tras perder la final por penales ante México, sin embargo lograron clasificarse a la Copa Mundial Sub-20 de 2018 en Francia, aunque Coffey no fue convocada.

### Selección mayor
En junio de 2022, Coffey recibió su primera convocatoria a la selección absoluta de Estados Unidos de cara a dos amistosos contra Colombia. Semanas más tarde y a pesar de no haber debutado aún, Coffey se unió al combinado mayor como reemplazo por la lesión de Ashley Hatch tras la fase de grupos del Campeonato de la Concacaf de 2022. Sin embargo su debut finalmente llegó el 6 de septiembre de 2022 en un amistoso ante Nigeria.

## Estadísticas

### Clubes
| Club               | País           | Año             |
| ------------------ | -------------- | --------------- |
| Portland Thorns FC | Estados Unidos | 2022 - presente |

## Palmarés

### Títulos nacionales
| Título                         | Club               | País           | Año  |
| ------------------------------ | ------------------ | -------------- | ---- |
| National Women's Soccer League | Portland Thorns FC | Estados Unidos | 2022 |

### Títulos internacionales
| Título                    | Equipo         | Sede   | Año  |
| ------------------------- | -------------- | ------ | ---- |
| Campeonato de la Concacaf | Estados Unidos | México | 2022 |

(*) Incluyendo la Selección

### Distinciones individuales
| Distinción            | Año  |
| --------------------- | ---- |
| Mejor Once de la NWSL | 2022 |